# Cerro Prieto, Ocampo
Cerro Prieto är en ort i Mexiko.   Den ligger i kommunen Ocampo och delstaten Michoacán de Ocampo, i den södra delen av landet, 120 km väster om huvudstaden Mexico City. Cerro Prieto ligger 2 822 meter över havet och antalet invånare är 627.
Terrängen runt Cerro Prieto är huvudsakligen kuperad, men norrut är den bergig. Terrängen runt Cerro Prieto sluttar brant västerut. Runt Cerro Prieto är det ganska tätbefolkat, med 222 invånare per kvadratkilometer. Närmaste större samhälle är Heróica Zitácuaro, 18,2 km söder om Cerro Prieto. I omgivningarna runt Cerro Prieto växer i huvudsak blandskog.